# محوطه اسماعیل سروان
محوطه اسماعیل سروان مربوط به دوره هخامنشی - سده‌های متأخر دوران‌های تاریخی پس از اسلام است و در شهرستان ممسنی، بخش مرکزی، دهستان فهلیان، ۹۰۰ متری غرب روستای سروان واقع شده و این اثر در تاریخ ۳۰ بهمن ۱۳۸۶ با شمارهٔ ثبت ۲۰۷۷۶ به‌عنوان یکی از آثار ملی ایران به ثبت رسیده است.